# .vu
.vu este un domeniu de internet de nivel superior, pentru Vanuatu (ccTLD).